# Hippasa haryanensis
Hippasa haryanensis är en spindelart som beskrevs av Arora och Monga 1994. Hippasa haryanensis ingår i släktet Hippasa och familjen vargspindlar. Inga underarter finns listade i Catalogue of Life.